# Caecilia abitaguae
Caecilia abitaguae é uma espécie de anfíbio gimnofiono da família Caeciliidae. É endémica do Equador.